# Stephen Hoyle
Stephen Hoyle (6 de noviembre de 1992 en Barnsley) es un futbolista inglés que juega como delantero en el Canterbury United de la Stirling Sports Premiership neozelandesa.

## Carrera
Debutó en 2011 jugando para el Ossett Town. Ese mismo año pasó al Selkirk de Escocia, para en 2012 arribar al Hawke's Bay United de Nueva Zelanda. En 2013 pasó al Toronto Lynx canadiense, pero en 2014 regresó al país oceánico. Al principio se integró al Napier City Rovers, para terminar regresando a la competencia nacional en 2015 con el WaiBOP United. Cuando el club se desmanteló en 2016, firmó con el Canterbury United.

### Clubes
| Club               | País          | Año             | Partidos | Goles |
| ------------------ | ------------- | --------------- | -------- | ----- |
| Ossett Town        | Inglaterra    | 2011            |          |       |
| Selkirk            | Escocia       | 2011 - 2012     |          |       |
| Hawke's Bay United | Nueva Zelanda | 2012 - 2013     | 16       | 4     |
| Toronto Lynx       | Canadá        | 2013 - 2014     |          |       |
| Napier City Rovers | Nueva Zelanda | 2014 - 2015     |          |       |
| WaiBOP United      | Nueva Zelanda | 2015 - 2016     | 14       | 10    |
| Canterbury United  | Nueva Zelanda | 2016 - 2019     | 54       | 26    |
| Valour FC          | Canadá        | 2019            | 7        | 1     |
| Eastern Suburbs    | Nueva Zelanda | 2020 - Presente | 7        | 5     |